# Love in the Moonlight
Love in the Moonlight er en sydkoreansk tv-drama/serie fra 2016 på 16 episoder. Hovedrollerne spilles af henholdsvis Park Bo-gum (Lee Yeong) og Kim Yoo-jung (Hong Ra-on/Hong Sam-nom).